# Midnights
Midnights é o décimo álbum de estúdio da artista musical estadunidense Taylor Swift, lançado em 21 de outubro de 2022, através da gravadora Republic Records. Swift o concebeu como um álbum conceitual, que explora reflexões noturnas inspirada pelas "noites de insônia" de Swift e aborda temas como ansiedade, insegurança, autocrítica, autoconsciência, insônia e autoconfiança, utilizando letras confessionais e ao mesmo tempo enigmáticas. O disco foi desenvolvido e gravado entre 2021 e 2022 e a artista trabalhou com o seu colaborador de longa data, Jack Antonoff.
Musicalmente, o projeto explora os estilos chill out, electropop, dream pop e bedroom pop, adotando uma abordagem alternativa ao som synth-pop dos projetos pop anteriores da cantora. As canções se destacam pelos ritmos sutis, sintetizadores vintage, drum machine e ritmos de hip hop e R&B. Na edição padrão do álbum, a cantora Lana Del Rey é a única participação apresentada, enquanto a edição Til Dawn conta com a participação de Ice Spice no remix de "Karma". Swift revelou a lista de faixas da edição padrão em uma série no TikTok chamada Midnights Mayhem with Me, entre 21 de setembro e 7 de outubro de 2022, e lançou sete faixas bônus. Duas edições especiais do álbum foram lançadas em maio de 2023. Midnights foi recebido de forma positiva por críticos musicais especializados, que elogiaram sua produção contida, sinceridade das letras e pelos ritmos vocais. Os críticos chamaram o álbum de uma mistura da carreira de Swift, incorporando referências e elementos de seus álbuns anteriores, e o colocaram nas listas dos melhores álbuns de 2022. Foi amplamente reconhecido pelo seu impacto cultural e pela longevidade da carreira de Swift. No Grammy Awards de 2024, venceu os prêmios de Álbum do Ano e Melhor Álbum Vocal de Pop.
Midnights foi um sucesso comercial em todos os formatos de consumo de música e quebrou vários recordes em escala global. No Spotify, o álbum conquistou o recorde de maior número de reproduções em um único dia para um álbum e alcançou o topo das paradas em 28 territórios. Nos Estados Unidos, o álbum estreou com mais de 1,57 milhão de cópias vendidas e alcançando o topo da Billboard 200, garantindo assim o 11.º número um de Swift nessa parada. Além disso, registrou a maior semana de vendas de vinil do século 21 e se tornou o álbum mais vendido de 2022. Do álbum, 10 faixas debutaram no top 10 da Billboard Hot 100—o maior número para qualquer álbum—na mesma semana. O primeiro single, "Anti-Hero", se tornou o nono número um de Swift nos Estados Unidos e alcançou o topo das paradas em 14 outros territórios. Os singles "Lavender Haze" e "Karma" alcançaram as posições dois e nove na Hot 100, respectivamente. Para promover Midnights e seus outros álbuns, Swift embarcou na The Eras Tour em 2023.

## Antecedentes
Após as controvérsias sobre a venda das masters de seus seis álbuns de estúdio pelo empresário Scooter Braun após a compra de sua antiga gravadora, a Big Machine Records, Taylor Swift denunciou a compra do selo por Braun e anunciou que voltaria a gravar seus primeiros seis álbuns de estúdio, a fim de possuir seus masters. Em 2020, durante o isolamento provocado pela pandemia global do COVID-19, ela lançou seu oitavo álbum de estúdio Folklore em julho e seu nono disco Evermore em dezembro do mesmo ano. Os dois projetos apresentam uma sonoridade derivada do folk alternativo com elementos do indie folk, rock alternativo, chamber pop e indietronica, distanciando-se das sonoridades pop e mais comerciais de seus últimos trabalhos. Os dois trabalhos também marcaram uma nova direção na carreira de Swift por apostar em uma narrativa mais introspectiva e seu conteúdo lírico dando maior ênfase à retórica de terceira pessoa, com algumas histórias envolvendo personagens fictícios — como nas faixas "Cardigan", "August" e "Betty" que abordam um triângulo amoroso sob três perspectivas diferentes — e algumas histórias sobre algumas figuras que de certa forma possuem uma ligação com a artista, como nas canções "The Last Great American Dynasty" e "Epiphany" — ambas do Folklore — que abordam respectivamente a vida da socialite Rebekah Harkness, antiga dona da propriedade de Swift em Rhode Island, e as experiências de seu avô durante a Batalha de Guadalcanal e os profissionais de saúde em combate a pandemia; enquanto a faixa "Marjorie", do Evermore, aborda a relação de Swift com sua avó, a cantora de ópera Marjorie Finlay. Ambos os álbuns receberam aclamação da crítica especializada e foram indicados a diversas premiações. Em novembro, Swift iniciou o processo de regravação de seus seis álbuns de estúdio.
Em abril de 2021, Swift lançou a regravação de Fearless (Taylor's Version) e em novembro a regravação de Red (Taylor's Version). Este último gerou o lançamento do curta-metragem All Too Well: The Short Film, escrito e dirigido por Swift baseado na versão de 10 minutos da faixa "All Too Well" e estrelado pelos atores Sadie Sink e Dylan O'Brien. O curta-metragem recebeu cinco indicações no MTV Video Music Awards de 2022, onde ganhou três. Em seu discurso de aceitação ao prêmio de Vídeo do Ano, Swift anunciou o lançamento de seu novo disco para 21 de outubro de 2022. Logo após a revelação, o website oficial da cantora foi atualizado com uma contagem regressiva e uma frase que dizia "encontre-me à meia-noite". Suas redes sociais também foram atualizadas com tal frase, algumas canções de Swift no Spotify receberam alterações em suas canvas, com um visual apresentando uma contagem para a meia-noite. Naquela meia-noite, Swift anunciou o título de seu décimo álbum de estúdio, Midnights, e publicou sua capa em seu site e em todas as suas contas nas redes sociais.

## Produção
De acordo com Swift, o conceito de Midnights é dividido por cinco tópicos principais: ódio próprio, fantasias de vingança, "perguntando o que poderia ter sido", se apaixonar e "caindo aos pedaços". Ela descreveu o álbum como "as histórias de 13 noites sem dormir espalhadas pela minha vida". Para a produção do disco, Swift recrutou seu colaborador de longa data, o cantor e produtor estadunidense Jack Antonoff, vocalista da banda de indie rock Bleachers, com quem trabalha desde 2013, quando Antonoff foi um dos colaboradores de seu quinto álbum de estúdio 1989 (2014). A nova colaboração surgiu quando os parceiros românticos de ambos, o ator britânico Joe Alwyn e a atriz estadunidense Margaret Qualley, respectivamente, viajaram para o Panamá para as gravações do suspense romântico Stars at Noon (2022). Swift e Antonoff começaram o processo de desenvolvimento das faixas em Nova Iorque. A dupla escreveu onze faixas, incluídas na edição padrão do disco, sendo elas "Lavender Haze", "Maroon", "Anti-Hero", "Snow on the Beach", "You're on Your Own, Kid", "Midnight Rain", "Question...?", "Bejeweled", "Labyrinth", "Karma" e "Mastermind" — das duas faixas restantes, "Vigilante Shit" foi escrita inteiramente por Swift e "Sweet Nothing" foi composta com o auxílio de Alwyn sob o pseudônimo de William Bowery — enquanto a produção das treze faixas foi assinada por Swift e Antonoff. Algumas faixas bônus, como "Hits Different", "The Great War", "High Infidelity" e "Would've, Could've, Should've", foram co-produzidas por Aaron Dessner, vocalista das bandas de indie rock Big Red Machine e The National, que colaborou anteriormente com Swift em seus álbuns Folklore e Evermore (2020) e nas regravações dos álbuns Fearless (Taylor's Version) e Red (Taylor's Version) (2021). Ela concebeu as faixas bônus durante sua "jornada para achar aquelas 13 canções mágicas".
A vida amorosa de Swift inspirou as canções "Lavender Haze" e "Snow on the Beach", sendo que a primeira leva a expressão "in the lavender haze", cuja frase Swift se deparou ao assistir um episódio da série de televisão Mad Men (2007—2015). Swift escreveu a faixa quando decidiu pesquisar o sentido da frase usada na série, e a resposta surgiu como uma expressão popularmente usada na década de 1950 sobre "estar apaixonado", e decidiu escrever sobre o seu relacionamento com Alwyn e os rumores da mídia internacional sobre o casal. "Snow on the Beach" é sobre "se apaixonar por alguém ao mesmo tempo que ele se apaixona por você", co-escrita com a cantora estadunidense Lana Del Rey, de quem Swift é grande admiradora de seu trabalho. A composição de "Lavender Haze" foi inicialmente criada por Antonoff quando ele escutou Sounwave, um de seus colaboradores, apertar um botão acidentalmente, tocando um "pequeno loop" produzido por Jahaan Sweet. Sounwave editou o loop, adicionando "um monte de efeitos", enquanto Sam Dew escreveu algumas melodias contendo vocais de apoio da artista compatriota Zoë Kravitz, a qual também estava trabalhando com Antonoff. Antonoff então mostrou a canção Swift, que escreveu as letras. A faixa bônus "Glitch" também foi criada nessas sessões. Sweet também chegou em Swift através de Antonoff com "Karma", faixa que também teve trabalho de Keanu Beats. No dia seguinte, Antonoff retornou com "Karma" finalizada com os vocais de Swift.

## Composição

### Temas e conceito
Midnights é descrito como um álbum conceitual, abordando vários temas como autoconfiança, autocrítica, insegurança emocional, ansiedade, imagem pública, insônia e feminismo em seu conteúdo lírico, com uma característica confessional, porém "enigmática", e a representação da meia-noite como o principal conceito do álbum. Esse contexto é um tema recorrente nos trabalhos de Swift, tendo sido usado em diferentes contextos e pontos de vista em seus trabalhos anteriores. O álbum marca o retorno de Swift com canções autobiográficas e retratadas em primeira pessoa, depois de explorar histórias alusivas de personagens fictícios e detalhadas na perspectiva em terceira pessoa nos álbuns Folklore e Evemore (2020). O portal The A.V. Club detalhou que o álbum expande o tema artístico "em um álbum completo". O jornal The New Yorker disse que o álbum é uma colagem de várias emoções durante "o espaço espontâneo e inquieto do pensamento noturno". Vários críticos musicais consideram o Midnights como a composição mais sincera, confiante e mais franca de Swift até agora. Alguns outros consideram-no um trabalho consolidador de sua carreira, como conter "pedaços de todas as eras de Swift" de acordo com a revista Billboard, e uma mistura de "atitudes do Reputation (2017), refrões incontestáveis do 1989 (2014), e vulnerabilidade do Lover (2019), de acordo com a Consequence.

### Estrutura musical e conteúdo lírico
Em termos de composição musical, Midnights é descrito como um álbum derivado dos gêneros musicais chill out, dream pop, bedroom pop, electropop e synthpop, contendo elementos predominantes de música ambiente, hip hop e R&B alternativo. O álbum se afasta completamente do som folk alternativo presente em Folklore e Evermore (2020), partindo para uma sonoridade mais experimental incorporando melodias sutis, ritmos enfatizados, sintetizadores vintage, drum machine, downbeats e harmonias discretas. Os vocais de Swift mantêm um timbre country, com cadências rítmicas e conversacionais com influências do rap. Os vocais às vezes são manipulados eletronicamente, resultando em efeitos andróginos. Ao descrever o som geral do álbum, a revista Paste disse que Midnights "se move com bastante facilidade entre a discoteca e uma avenida enluarada", representando a visão de Swift na "poptrônica" vítrea e espalhafatosa. O jornal The Guardian descreveu-o como "um filtro sofisticado e temperamental no pop que fez o nome de [Swift]".
Ficamos acordados no amor e no medo, no tumulto e nas lágrimas. Nós olhamos para as paredes e bebemos até que elas respondam. Nós nos torcemos em nossas próprias gaiolas e rezamos para que não estejamos — neste exato momento — prestes a cometer algum erro fatal que altere a vida. Esta é uma coleção de músicas escritas no meio da noite, uma viagem através de terrores e doces sonhos. Os andares que subimos e os demônios que enfrentamos. Para todos nós que nos reviramos e decidimos manter as lanternas acesas e sair procurando — esperando que, talvez, quando o relógio bater meia-noite... nos encontremos.— Swift apresentando Midnights em suas redes sociais.
O disco abre com "Lavender Haze", uma faixa derivada da música disco conduzida por uma batida groove "sombria", sintetizadores modulares, falsetto no refrão e backing vocals gravados pela artista estadunidense Zoë Kravitz, uma das compositoras da canção. É uma faixa "emo-erótica" influenciada pelo R&B alternativo sobre o escrutínio dos tabloides e os rumores que Swift e seu então namorado Joe Alwyn enfrentam sobre sua vida privada, fazendo referência ao complexo Madonna-prostituta. "Maroon" aborda um "romance de chance perdida", relembrando várias memórias específicas, embalados pelo gênero dream pop. O título é uma referência ao quarto álbum de estúdio de Swift, Red (2012), com a cor bordô servindo como a "versão mais experiente" do vermelho. A terceira faixa, "Anti-Hero", é uma canção de pop rock e synthpop sobre auto-aversão, com Swift detalhando suas inseguranças, tais como lutar com "não se sentir como uma pessoa". "Snow on the Beach" é uma balada de andamento "calmo" predominantemente derivada do chill out, dream pop e bedroom pop, abordando sobre está apaixonado por alguém que também está apaixonado por você, contendo backing vocals da cantora estadunidense Lana Del Rey. A faixa faz uma referência a canção "All for You" (2001), de Janet Jackson.
A quinta faixa, "You're on Your Own, Kid", é uma canção de rock alternativo que começa com instrumentais suaves que aumentam conforme o andamento da faixa. Swift discute o seu estrelato inicial e suas lutas durante a ascensão à fama, como seu distúrbio alimentar. "Midnight Rain" apresenta Swift relembrando um antigo relacionamento que foi interrompido por sua ambição profissional e ambivalência sobre se estabelecer novamente na industria musical. A faixa possui um gancho afinado, bateria programada e percussão, enquanto os vocais de Swift são manipulados para um tom mais baixo "andrógino" e "distorcido" no refrão. "Question...?" aborda a cantora fazendo perguntas retóricas e confrontando seu ex-namorado sobre memórias passadas após o fim de um relacionamento. Na introdução da faixa, Swift interpola sua canção "Out of the Woods" (2016), presente em seu quinto álbum de estúdio 1989 (2014). "Vigilante Shit" é construído em torno de batidas borbulhantes, sintetizadores rodopiantes e elementos industriais. É uma declaração de vingança "noir", mirando em um inimigo e encorajando outras mulheres a fazerem o mesmo. "Bejeweled", a nona faixa, é uma música disco conduzida por sintetizador arpejos, com letras reconhecendo a auto-estima de Swift.
"Labyrinth" é uma canção de synthpop com elementos eletrônicos que aborda a ansiedade de se apaixonar novamente. "Karma" deriva dos gêneros electroclash e chillwave, com elementos de new wave, pop alternativo e techno, com letras irônicas e humoradas direcionadas aos inimigos de Swift, empregando um duplo sentido. "Sweet Nothing" é uma canção de amor descontraída, conduzida por saxofone e piano elétrico, emulando baladas da década de 1970. É uma ode ao calmo relacionamento romântico de Swift dentro de sua casa, em oposição ao seu estrelato agitado do lado de fora. O álbum se encerra com "Mastermind", que satiriza a perspectiva alternativa de Swift sobre o destino e o acaso. Ela confessa que sua "abordagem calculista para o estrelato pop penetrou em sua vida amorosa também", em oposição às letras sobre o destino na faixa "Invisible String", do álbum Folklore (2020).
"The Great War", a primeira faixa bônus do disco, evoca imagens de batalhas para mostrar a facilidade com que duas pessoas em um relacionamento podem se encontrar em um conflito, ao mesmo tempo em que presta homenagem a um parceiro que acaba com as próprias tendências destrutivas. A balada "Bigger Than the Whole Sky" aborda Swift cantando sobre a dor após a perda de um ente querido; a faixa recebeu comparações com "Ronan", que foi escrito sobre a morte de um menino por câncer dias antes de seu quarto aniversário. "Paris" é uma faixa pop animada e cheia de sintetizadores, reminiscente aos trabalhos do 1989. "High Infidelity" emprega distorções de áudio como metáfora para uma conexão ruim em um relacionamento entre artistas. "Glitch" é uma canção eletrônica sobre o "mau funcionamento" da luxúria. Em "Would've, Could've, Should've", Swift expressa arrependimento por ter entrado em um relacionamento com um homem "adulto" quando ela tinha dezenove anos, o tratamento que ele deu a ela e o trauma emocional persistente. "Dear Reader" aborda sobre a preocupação de Swift com seus ouvintes em relação à sua música como a "luz guia". "Hits Different", uma canção emocional de separação que reflete sobre o relacionamento anterior no estilo country pop predominante no final da década de 1990 e início da década de 2000. A edição Late Night apresenta a faixa exclusiva "You're Losing Me", uma balada que descreve a dissolução de um relacionamento de longo prazo devido à diminuição do entendimento entre os parceiros.

## Direção de arte
Após o anúncio do álbum, os meios de comunicação especularam que a roupa Moschino de Swift para a afterparty do VMA – um micro mini macacão azul marinho embelezado com estrelas prateadas – dava dicas sobre a estética do álbum. Analisando as fotos promocionais do álbum, The Ringer descreveu a estética como "glam, mas um tipo de glamour interior frio em oposição ao grande glamour popstar", com azul meia-noite dominando a paleta de cores e fotografias retrô com estofamento. Mostradores de relógio e "decoração de quarto familiar dos anos 60/70" também fazem parte da era Midnights. A Vogue observou os estilos da década de 1970 na moda de Swift, marcando um afastamento do traje rural e rústico que ela adotou para Folklore e Evermore. O crítico de moda Jess Cartner-Morley achou que lembrava a capa do álbum Country Life (1974) da banda inglesa Roxy Music e as fotografias do artista francês Guy Bourdin para a Vogue France.

### Capa

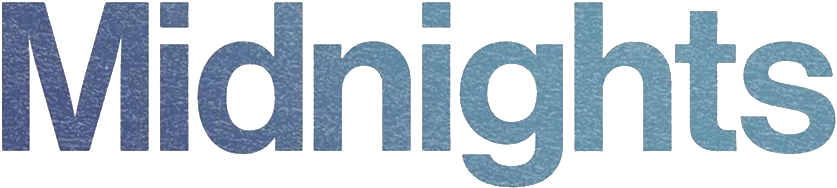
Logo de Midnights

A capa da edição padrão do disco apresenta uma arte minimalista, com uma fotografia de Swift com sombra azul nos olhos, delineador preto e lábios vermelhos característicos observando um isqueiro brilhante perto de seu rosto, com uma borda branca na lateral apresentando o título do álbum e o nomes das treze faixas presentes em um gradiente azul. A estética da capa foi inspirada nas capas de discos características da década de 1960, onde as faixas do álbum eram destacadas na capa, dentre alguns exemplos estão Another Side of Bob Dylan (1964), do cantor Bob Dylan, e I'll Cry If I Want To (1963), da cantora Lesley Gore. A tipografia utilizada é a Neue Haas Grotesk. A edição em vinil da capa, postada por Swift em suas redes sociais, divide a lista de faixas em lado A e lado B, indicando um LP de dois lados. Três variantes de cores de edição limitada do álbum físico, com diferentes capas, também foram lançadas. The Cut disse que as capas retratam Swift em "vários estados de estresse glamouroso noturno". O Dallas Observer notou semelhanças com a estética indie sleaze. Em adição, as contra-capas da edição padrão e das três edições alternativas retratam cada uma um quarto de setor de um mostrador; quando montadas juntas e combinadas com um mecanismo de relógio, vendido separadamente, elas formam um relógio funcional.

## Lançamento e promoção
Midnights foi lançado em 21 de outubro de 2022. O álbum foi disponibilizado para pre-save e pré-venda no website da cantora. Swift se envolveu em divulgações tradicionais para Midnights, após a promoção limitada de seus álbuns durante a pandemia de COVID-19. Quatro videoclipes—para "Anti-Hero", "Bejeweled", "Lavender Haze" e "Karma"—foram lançados nos dias 21 e 25 de outubro de 2022, 27 de janeiro e 27 de maio de 2023, respectivamente. No Midnights Manifest, Swift também divulgou que uma "surpresa muito caótica" aconteceria três horas após o lançamento do álbum. Isso se materializou em uma versão estendida do álbum exclusiva para streaming, intitulada Midnights (3am Edition), contendo sete novas faixas que Swift disse terem sido escritas mas, eventualmente, descartadas do álbum para limitar a edição padrão à 13 faixas.
"Anti-Hero" é o carro-chefe de Midnights. Republic Records lançou a canção para as rádios de adult contemporary dos EUA em 24 de outubro. "Bejeweled" e "Question...?" tornaram-se singles promocionais em 25 de outubro, sendo lançadas para download digital no website de Swift. Mais dois singles foram lançados posteriormente. "Lavender Haze" foi enviada as rádios em 29 de novembro de 2022 servindo como segundo single, e "Karma" em 1 de maio de 2023 como terceiro e último single. Mais de 1 ano após o lançamento do Midnights, "You're Losing Me" (anteriormente disponível apenas em formato de CD físico) foi disponibilizada nas plataformas de música em 29 de novembro de 2023, como uma forma de Swift agradecer os fãs por ter se configurado como a artista mais reproduzida do ano no Spotify, servindo como terceiro e último single promocional do álbum.
Duas edições especiais, intituladas The Late Night e The Til Dawn, foram lançadas em 26 de maio de 2023; contendo mais faixas bônus, Elas trazem o relançamento de "Snow On The Beach" com mais vocais da cantora Lana Del Rey, um remix de "Karma" com participação da rapper Ice Spice, o lançamento digital de "Hits Different" (anteriormente disponível apenas em formato de CD físico) e o lançamento da faixa inédita "You're Losing Me (From The Vault)". Apesar da edição The Late Night ter sido inicialmente disponibilizada em CD nos shows da The Eras Tour em East Rutherford, cópias digitais e físicas foram disponibilizadas no website de Swift durante 24 horas, iniciando em 26 de maio e retomadas em 16 de novembro.

### Marketing
Para "desafiar" sua rotina habitual de incorporar easter eggs para sugerir informações, Swift lançou uma série de vídeos no TikTok chamada Midnights Mayhem with Me, composta por treze episódios entre 21 de setembro e 7 de outubro de 2022. Ela revelou a lista de faixas em uma ordem aleatória na série, uma música por episódio, na frente de uma cortina de fundo, acompanhada por uma música de elevador. Uma gaiola de loteria contendo 13 bolas de pingue-pongue numeradas de um a treze,[87] cada uma representando uma faixa do álbum, era rolada, e quando uma bola caía, Swift divulgava o título da faixa correspondente do álbum, por meio de um telefone. O primeiro episódio revelou a décima terceira faixa, "Mastermind", e o episódio final revelou "Snow on the Beach" e sua colaboração com Lana Del Rey.
Algumas letras de Midnights foram exibidas nos outdoors do Spotify em todo o mundo nos dias que antecederam o lançamento do álbum, começando com a Times Square em 17 de outubro. Swift também postou um itinerário, intitulado Midnights Manifest, detalhando os eventos promocionais programados para o álbum. Ela apareceu no The Tonight Show Starring Jimmy Fallon em 24 de outubro, seguido pelo The Graham Norton Show em 28 de outubro. Um programa do iHeartRadio chamado Midnights with Taylor, com comentários de Swift, foi exibido em suas estações pop de 21 a 26 de outubro, durante o qual o álbum recebeu airplay.

### Visuais
O teaser trailer dos videoclipes do álbum estreou exclusivamente durante a transmissão Thursday Night Football do Amazon Prime Video em 20 de outubro de 2022, que foi anunciado pela primeira vez pela apresentadora esportiva americana Charissa Thompson em 14 de outubro como "algo muito, muito especial". O trailer divulgado compilava clipes de vários trabalhos visuais baseados em Midnights. O elenco inclui Swift, Jack Antonoff, Laura Dern, as irmãs Haim (Este, Danielle e Alana), Mike Birbiglia, Laith Ashley, Dita Von Teese, Mary Elizabeth Ellis, John Early e Pat McGrath, com fotografia de Rina Yang, que trabalhou anteriormente com Swift em All Too Well: The Short Film.
Swift escreveu e dirigiu todos os videoclipes. O clipe de "Anti-Hero" estreou em 21 de outubro de 2022, oito horas após o lançamento de Midnights. Ela o descreveu como uma representação de seus "cenários de pesadelo e pensamentos intrusivos". O videoclipe de "Bejeweled" estreou em 25 de outubro, à meia-noite, e mostra uma versão alternativa do conto de fadas Cinderela. Os clipes de "Lavender Haze" e "Karma" estrearam em 27 de janeiro e 27 de maio de 2023, à meia-noite.

### Resposta da mídia
Pitchfork, Time, e a Recording Academy nomearam Midnights como um dos discos mais esperados do outono de 2022; USA Today Sports Weekly o chamou de lançamento mais esperado da carreira de Swift. A incorporação do sortudo número 13 de Swift no número de faixas, uma tradição que ela havia implementado em sua carreira várias vezes, também foi destacada. A revista Time achou o tamanho da lista de faixas uma "linha concisa" para Swift, cujo último álbum, Red (Taylor's Version), consistia em 30 faixas. O The New York Times chamou Swift de "força criativa inquieta" por lançar seu quinto álbum em três anos e esperava que Midnights se tornasse um dos álbuns mais vendidos de 2022, apesar de seu lançamento em outubro. O Los Angeles Times comparou a "produção prolífica de álbuns" de Swift com os "melhores de todos os tempos". Quartz projetou Midnights para alcançar recordes de vendas de vinil.
A falta de um single pré-lançado levou a especulações sobre a sonoridade do álbum na internet. A Variety opinou que Midnights poderia "continuar naquela veia americana mais suave e acústica" de Folklore e Evermore, ou retornar ao "pop puro" de Lover (2019) e seus predecessores imediatos. O The Washington Post elogiou a "excelente estratégia de marketing". A Fortune chamou Swift de "gênio do marketing incomparável" e elogiou o lançamento promocional do álbum, com Midnights Mayhem with Me, pelo "ato burlesco em constante mudança de Swift de revelar detalhes seletivamente, mantendo uma aura de mistério e emoção". ABC News descreveu o lançamento do álbum como um evento "dramático". Slate descreveu Midnights como "o resultado de uma fórmula vencedora", hibridizando a "abordagem surpresa", que é mais amigável ao streaming, mas desfavorável para vendas físicas, com o lançamento tradicional pré-anunciando o álbum, mas retendo todas as faixas, incluindo o primeiro single até o dia do lançamento.

### Turnê
Em 18 de outubro de 2022, o site de Swift no Reino Unido confirmou indiretamente uma próxima turnê. A pré-encomenda de Midnights na loja do Reino Unido resultou em "acesso especial ao código de pré-venda para as datas dos shows de Taylor Swift no Reino Unido, ainda a serem anunciadas". No The Tonight Show, Swift afirmou que ela "deveria sair em turnê". Quando chegar a hora, "eu farei isso". Ela disse que "vai acontecer" no The Graham Norton Show. Em 1º de novembro, Swift anunciou no Good Morning America e, posteriormente, via redes sociais, sua sexta turnê, a The Eras Tour. Ela descreveu a turnê como "uma jornada pelas eras musicais de sua carreira". As datas dos Estados Unidos foram reveladas, enquanto as datas internacionais estão pendentes.

## Recepção da crítica
| Críticas profissionais | Críticas profissionais |
| Pontuações agregadas   | Pontuações agregadas |
| Fonte                  | Avaliação |
| ---------------------- | --- |
| AnyDecentMusic?        | 7.9/10 |
| Metacritic             | 85/100 |
| Avaliações da crítica  | |
| Fonte                  | Avaliação |
| AllMusic               | Erlewine, Stephen Thomas (21 de outubro de 2022). «Taylor Swift – Midnights Album Reviews, Songs & More». AllMusic. Consultado em 26 de outubro de 2022</ref> |
| American Songwriter    | 4.5 de 5 estrelas. |
| Entertainment Weekly   | B+ |
| The Guardian           | 5 de 5 estrelas. |
| The Independent        | 5 de 5 estrelas. |
| NME                    | 4 de 5 estrelas. |
| Pitchfork              | 7.0/10 |
| Rolling Stone          | 5 de 5 estrelas. |
| The Times              | [ 127 ] |
| Under the Radar        | 8.5/10 |

Midnights foi recebido com aclamação generalizada dos críticos musicais, a maioria dos quais elogiou sua produção e vocais suaves. No Metacritic, que atribui uma pontuação normalizada de 100 a classificações de publicações, o álbum recebeu uma pontuação média ponderada de 85 com base em 28 avaliações, indicando "aclamação universal".AnyDecentMusic? deram 7,9 de 10, com base em sua avaliação do consenso crítico.
Brittany Spanos e Rob Sheffield, da Rolling Stone, consideraram Midnights um clássico; Spanos elogiou o estilo de composição "brilhante e fresco" de Swift, enquanto Sheffield destacou a produção e o humor. Chris Willman, da Variety, elogiou os vocais de Swift, a produção de Antonoff e a escolha artística de aderir ao pop de ritmo médio. Neil McCormick do The Daily Telegraph admirou as canções, melodias e letras "íntimas" de Swift. Lucy Harbron do Gigwise apreciou a reinvenção e experimentação de Swift em Midnights. O crítico do American Songwriter, Alex Hopper, descreveu o álbum como uma "rica experiência de audição" e "a irmã mais grunge de 1989", enquanto Kitty Empire do The Observer disse que é "um álbum de fascinante contemplação de pequenas horas" e "pura felicidade". Alex Bilmes, da Esquire, chamou-o de "o álbum pop do ano".
Marc Hirsh da Entertainment Weekly elogiou seu som, conceito e temas. Alexis Petridis, do The Guardian, e Andy Von Pip, do Under the Radar, elogiaram a produção "discreta"; Petridis achou-o sofisticado e "com bom gosto suave", enquanto Pip o chamou de elegante e "lindamente trabalhado". Ann Powers, em sua crítica da NPR, sentiu que o álbum é o mais "desafiador" de Swift, elogiando os vocais "glamorosos e brilhantes", enquanto Matthew Neale da revista Clash escreveu as proezas de composição de Swift e "arrogância" foram as partes "mais emocionantes" de Midnights, chamando o álbum de um trabalho "quase perfeito". Helen Brown, do The Independent, escreveu que Swift "descompacta seus sonhos mais sombrios, dúvidas mais profundas e pensamentos mais cruéis" usando "discrição vocal felina" e "controle lírico garantido". Hannah Mylrea, da NME, disse que o álbum marca o retorno de Swift ao pop, oferecendo "sons voltados para o futuro" e letras sinceras. Mikael Wood do Los Angeles Times admirou os vocais "fortes" de Swift, enfatizando seu grão e cadência.
Elise Ryan da Associated Press chamou o álbum de produto da maturidade e evolução artística de Swift. Jason Lipshutz, da Billboard, o chamou de "um álbum focado e que estende o legado" com lirismo "afiado". A crítica do Paste, Ellen Johnson, disse que Midnights tem as "músicas pop mais elegantes até agora" de Swift - "algo muito mais suave, matizado, calculado, astuto e pulsante" do que a música pop mainstream. Paul Bridgewater, escrevendo para a The Line of Best Fit, sentiu que Midnights tenta equilibrar experimentação e comercialidade, e é o trabalho mais coeso de Swift liricamente e tematicamente, mas "insatisfatório" sonoramente. Carl Wilson, da Slate, disse que é seu primeiro álbum além de Folklore "que não tem nada notavelmente ruim", com pequenas críticas a algumas de suas letras. Jon Caramanica, do The New York Times, e Paul Attard, da Slant, gostaram do lirismo íntimo de Midnights, mas acharam que Swift estava segura com seu som, retornando a gêneros familiares.

## Desempenho comercial
Comercialmente, Midnights quebrou uma série de recordes de vendas, streaming e paradas oficial globalmente. Conquistou o recorde de álbum com maior quantidade de streams em um dia no Spotify, acumulando 186 milhões de streams durante seu dia de estreia na plataforma, ultrapassando o recorde anterior de 155 milhões de streams de Certified Lover Boy (2021) do rapper Drake. Swift também se tornou a artista com o maior número de streams em um único dia no Spotify, com 228 milhões de streams através de todo o seu catálogo, tornando-se a primeira artista a ultrapassar a marca de 200 milhões. O álbum ainda quebrou o recorde de álbum pop com a maior quantidade de streams em um único dia na Apple Music, o recorde de álbum com maior número de streams em um único dia e em uma semana da Amazon Music e o primeiro álbum da história a ultrapassar a marca de 700 milhões de streams no Spotify em apenas uma semana. De acordo com a Republic Records, Midnights vendeu três milhões de unidades equivalentes a álbuns em todo o mundo em sua primeira semana. Todas as faixas do álbum entraram na parada Global 200 da Billboard; nove e oito dessas estiveram presentes no top 10 das paradas Global 200 e Global Excl. US, respectivamente, definindo o recorde de mais entradas simultâneas no top 10 de ambas. Swift tornou-se a primeira artista a ocupar todo o top 5 da Global 200.

### Américas
Nos Estados Unidos, Midnights vendeu mais de 800 000 cópias puras em seu primeiro dia, incluindo 400 000 cópias no formato de vinil, instantaneamente tornando-se o álbum mais vendido de 2022; registrou a maior semana de vendas para um álbum desde Reputation (2017), da própria cantora, e a maior quantidade de vinis vendidos em uma semana desde 1991. Ainda em seus três primeiros dias, Midnights ultrapassou a marca de 1,2 milhões de unidades vendidas, tornando-se o quinto álbum de Swift a estrear com um milhão de vendas e fazendo dela a primeira artista a conseguir o feito. No quinto dia, chegou a 1,4 milhões de unidades, das quais 1,05 milhões foram vendas tradicionais de álbuns; marcou a maior semana de estreia dos últimos sete anos e a melhor da carreira de Swift, superando 1989 (2014).
Midnights estreou no topo da Billboard 200 com 1,578 milhões de unidades vendidas em sua primeira semana; dessas, 1,14 milhões de unidades foram de vendas puras, incluindo 575 000 vinis e 395 000 CDs. Isso fez do álbum o vinil mais vendido de 2022, e o CD mais vendido desde Reputation (2017). Midnights acumulou mais de 549,26 de streams on-demand em sua primeira semana—a maior semana de streaming de um álbum feminino, e a terceira maior, no geral, atrás de Certified Lover Boy (2021) e Scorpion (2018) de Drake. Superando Oops!... I Did It Again (2000) de Britney Spears, Midnights marcou a segunda maior semana de estreia de um álbum feminino na história dos Estados Unidos, atrás de 25 (2015) de Adele. Swift se igualou à Barbra Streisand com a maior quantidade de álbuns número um dentre artistas femininas (11), e quebrou o recorde de maior número de estreias consecutivas em primeiro lugar na história da parada, superando Eminem e Kanye West.
Todas as 20 faixas de Midnights estrearam no top 45 da Billboard Hot 100, dando à Swift um total de 188 entradas na Hot 100; as 13 faixas da edição padrão alcançaram o top 15, com "Anti-Hero" se tornando a nona canção de Swift a atingir o topo da parada. Swift se tornou a primeira artista na história a ocupar, simultaneamente, todo o top 10 da Billboard Hot 100; a mulher com mas entradas no top 10 (40), ultrapassando Madonna (38); a primeira artista a estrear no topo da Billboard 200 e da Hot 100 simultaneamente quatro vezes, e a ocupar todo o top 10 das paradas Hot 100, Streaming Songs e Digital Songs ao mesmo tempo. Midnights também tornou-se o primeiro álbum na história a conter dez canções que alcançaram o top 10 da parada, quebrando o recorde de Certified Lover Boy (9). Billboard afirmou que apenas os streams do álbum foram fortes o suficiente para levar 10 faixas ao top 10, sem precisar de airplay ou vendas digitais.
No Brasil, Midnights marcou a maior primeira semana de streams de um álbum no Spotify do país. Na parada de álbuns canadenses, Midnights estreou com a maior primeira semana do ano e concedeu à Swift seu 11ª álbum número um. Todas as 20 faixas do álbum estrearam dentro do top 35 da Canadian Hot 100, com todas as 13 primeiras posições sendo inteiramente ocupadas pelo álbum, lideradas por "Anti-Hero".

### Ásia-Pacífico
Midnights se tornou o décimo álbum consecutivo de Swift a alcançar o número um na Austrália, com a maior semana de estreia desde Reputation (2017). Também definiu o recorde da Australian Recording Industry Association (ARIA) para a maior semana de streaming e vendas, no formato vinil, de um álbum. Todas as faixas da edição padrão do álbum entraram na ARIA Singles Charts, ocupando toda a região do top 14, com exceção da sétima posição. Midnights também foi o 11º álbum consecutivo de Swift a atingir a primeira posição da parada de álbuns da Nova Zelândia.
Na China, álbum vendeu mais de 200 000 cópias digitais durante seu primeiro dia na plataforma QQ Music, além de se configurar como a maior estreia do ano por um artista internacional tanto na China quanto em Taiwan. Três, quatro e onze faixas de Midnights estrearam nas paradas Indonesia Songs, Hong Kong Songs e Malaysia Songs, lideradas por "Anti-Hero" nas posições de número um, seis e um, respectivamente. Todas as canções da edição padrão do álbum entraram no top 15 da parada Singapore Top 30. Nas Filipinas, conquistou a maior semana de estreia no Spotify, e monopolizou todas as posições do top 13 da parada Philippines Songs, com "Anti-Hero" em primeiro lugar. Na Índia, sete faixas de Midnights estrearam na parada IMI International Top 20 Singles, lideradas por "Anti-Hero" na quarta posição.

### Europa
No Reino Unido, Midnights vendeu mais de 140 000 unidades em seus três primeiros dias, ultrapassando a contagem da semana de estreia de Harry's House (2022) de Harry Styles (113.000 unidades), tornando-se o álbum com as vendas mais rápidas de 2022. Eventualmente, o álbum estreou no topo da UK Albums Charts, vencendo The Car de Arctic Monkeys, com 204 000 unidades—a maior semana de estreia de Swift na região. Ela quebrou o recorde de Madonna do menor período de tempo para uma artista feminina acumular nove álbuns número um, e se tornou a primeira mulher desde Miley Cyrus, em 2013, a estrear no topo da parada de singles e de álbuns simultaneamente, seguindo a estreia de "Anti-Hero" na primeira posição. Midnighs se tornou o oitavo álbum de Swift a alcançar o topo da parada de álbuns irlandesa e a maior semana de estreia desde de ÷ (2017) de Ed Sheeran. Na Alemanha, Swift alcançou pela primeira vez a o topo da parada Top 100 Albums com Midnights, tornando-se a maior semana de streams de um álbum no país, com 20 milhões. Também marcou a maior semana de estreia de um artista internacional na Alemanha. Na Espanha, obteve a maior semana de estreia no Spotify para um álbum em inglês. Sete e oito faixas de Midnights estrearam nas paradas Norway Top 40 Singles e Luxembourg Songs, respectivamente. O álbum se tornou o quarto de Swift a estrear no topo da parada de álbuns portuguesa.

## Impacto
Billboard chamou o anúncio inesperado de Swift do álbum no MTV Video Music Awards de um momento de "manchete". Bruce Gillmer, o produtor do programa, afirmou que Midnights deu um "aumento maciço" nas avaliações de audiência. A arte da capa do álbum se tornou uma tendência na internet, imitada e parodiada por usuários de redes sociais, incluindo contas oficiais de marcas, organizações e celebridades. Apple Fitness+ lançou três programas de exercícios desenvolvidos com base ns músicas de Swift, apresentando faixas de Midnights, com curadoria de exercícios de ioga, esteira e HITT. Os servidores do Spotify travaram por vários minutos quando o álbum foi lançado.
O sucesso comercial de Midnights em todos os formatos foi sem precedentes na era do streaming. Financial Times ponderou se Swift é "a última superestrela pop", ressaltando as 1,5 milhões de unidades vendidas na primeira semana—um número inédito desde a era das "boy bands dos anos 1990", considerada o auge do mercado musical dos Estados Unidos. O editor musical Matt Pincus chamou Swift de "basicamente uma franquia de propriedade intelectual. Como um filme da DC". Fortune a comparou ao Universo Cinematográfico Marvel. I-D apelidou Swift de "a última popstar real restante", capaz de "lançar mais álbuns e encher mais estádios do que seus contemporâneos [...] nunca vistos desde a era de ouro da indústria". Observando um artigo de 2021 do The New York Times que perguntava "se Adele não pudesse vender mais de um milhão de álbuns em uma única semana, qualquer artista poderia?" depois que seu álbum 30 errou o alvo, a Rolling Stone respondeu que Swift "mais uma vez mudou as traves em relação ao que a indústria da música pode ver como possível de uma grande estrela pop". Slate destacou como a carreira de Swift durou mais do que a dos Beatles e quebrou os recordes considerados "imbatíveis" da banda. O jornalista de negócios Greg Jericho, do The Guardian, elogiou sua capacidade de permanecer culturalmente relevante e bem-sucedida 18 anos em sua carreira musical, destacando como os Rolling Stones, Bob Dylan, David Bowie e Bruce Springsteen já haviam passado do auge naquela fase.

## Lista de faixas
| Midnights — Edição padrão |                                                 |                                                                         |                                                  |         |  |
| N.º                       | Título                                          | Compositor(es)                                                          | Produtor(es)                                     | Duração |  |
| 1.                        | "Lavender Haze"                                 | Taylor Swift Jack Antonoff Zoë Kravitz Mark Spears Jahaan Sweet Sam Dew | Swift Antonoff Sounwave Sweet Braxton Cook [ a ] | 3:22    |  |
| 2.                        | "Maroon"                                        | Swift Antonoff                                                          | Swift Antonoff                                   | 3:38    |  |
| 3.                        | "Anti-Hero"                                     | Swift Antonoff                                                          | Swift Antonoff                                   | 3:20    |  |
| 4.                        | "Snow on the Beach" (com part. de Lana Del Rey) | Swift Elizabeth Grant Antonoff                                          | Swift Antonoff                                   | 4:16    |  |
| 5.                        | "You're on Your Own, Kid"                       | Swift Antonoff                                                          | Swift Antonoff                                   | 3:14    |  |
| 6.                        | "Midnight Rain"                                 | Swift Antonoff                                                          | Swift Antonoff                                   | 2:54    |  |
| 7.                        | "Question...?"                                  | Swift Antonoff                                                          | Swift Antonoff                                   | 3:30    |  |
| 8.                        | "Vigilante Shit"                                | Swift                                                                   | Swift Antonoff                                   | 2:44    |  |
| 9.                        | "Bejeweled"                                     | Swift Antonoff                                                          | Swift Antonoff                                   | 3:14    |  |
| 10.                       | "Labyrinth"                                     | Swift Antonoff                                                          | Swift Antonoff                                   | 4:07    |  |
| 11.                       | "Karma"                                         | Swift Antonoff Spears Sweet Keanu Torres                                | Swift Antonoff Sounwave Keanu Beats Sweet [ b ]  | 3:24    |  |
| 12.                       | "Sweet Nothing"                                 | Swift William Bowery                                                    | Swift Antonoff                                   | 3:08    |  |
| 13.                       | "Mastermind"                                    | Swift Antonoff                                                          | Swift Antonoff                                   | 3:11    |  |
| Duração total:            | Duração total:                                  | Duração total:                                                          | Duração total:                                   | 44:02   |  |

| Midnights – Faixa bônus da Apple Music |                       |                |         |  |
| N.º                                    | Título                | Compositor(es) | Duração |  |
| 14.                                    | "Meet me at midnight" | Swift          | 0:09    |  |
| Duração total:                         | Duração total:        | Duração total: | 44:11   |  |

| Midnights — Faixas bônus da edição Lavender |                                           |                              |                        |         |  |
| N.º                                         | Título                                    | Compositor(es)               | Produtor(es)           | Duração |  |
| 14.                                         | "Hits Different"                          | Swift Antonoff Aaron Dessner | Swift Antonoff Dessner | 3:54    |  |
| 15.                                         | "You're on Your Own, Kid" (strings remix) | Swift Antonoff               | Swift Antonoff         | 3:20    |  |
| 16.                                         | "Sweet Nothing" (piano remix)             | Swift Bowery                 | Swift Antonoff         | 3:28    |  |
| Duração total:                              | Duração total:                            | Duração total:               | Duração total:         | 54:50   |  |

| Midnights — Edição 3am |                                 |                           |                         |         |  |
| N.º                    | Título                          | Compositor(es)            | Produtor(es)            | Duração |  |
| 14.                    | "The Great War"                 | Swift Dessner             | Swift Dessner           | 4:00    |  |
| 15.                    | "Bigger Than the Whole Sky"     | Swift Antonoff            | Swift Antonoff          | 3:38    |  |
| 16.                    | "Paris"                         | Swift Antonoff            | Swift Antonoff          | 3:16    |  |
| 17.                    | "High Infidelity"               | Swift Dessner             | Swift Dessner           | 3:51    |  |
| 18.                    | "Glitch"                        | Swift Antonoff Spears Dew | Swift Antonoff Sounwave | 2:28    |  |
| 19.                    | "Would've, Could've, Should've" | Swift Dessner             | Swift Dessner           | 4:20    |  |
| 20.                    | "Dear Reader"                   | Swift Antonoff            | Swift Antonoff          | 3:45    |  |
| Duração total:         | Duração total:                  | Duração total:            | Duração total:          | 69:41   |  |

| Midnights — Edição The Til Dawn |                                                      |                                                             |                                           |         |  |
| N.º                             | Título                                               | Compositor(es)                                              | Produtor(es)                              | Duração |  |
| 21.                             | "Hits Different"                                     | Swift Antonoff Dessner                                      | Swift Antonoff Dessner                    | 3:54    |  |
| 22.                             | "Snow on the Beach" (com part. de mais Lana Del Rey) | Swift Grant Antonoff                                        | Swift Antonoff                            | 3:50    |  |
| 23.                             | "Karma" (com part. de Ice Spice)                     | Swift Antonoff Isis Gaston Ephrem Lopez Spears Sweet Torres | Swift Antonoff Sounwave Beats Sweet [ b ] | 3:22    |  |
| Duração total:                  | Duração total:                                       | Duração total:                                              | Duração total:                            | 81:26   |  |

| Midnights — Edição The Late Night |                                                      |                                                 |                                           |         |  |
| N.º                               | Título                                               | Compositor(es)                                  | Produtor(es)                              | Duração |  |
| 14.                               | "The Great War"                                      | Swift Dessner                                   | Swift Dessner                             | 4:00    |  |
| 15.                               | "Bigger Than the Whole Sky"                          | Swift Antonoff                                  | Swift Antonoff                            | 3:38    |  |
| 16.                               | "High Infidelity"                                    | Swift Dessner                                   | Swift Dessner                             | 3:51    |  |
| 17.                               | "Would've, Could've, Should've"                      | Swift Dessner                                   | Swift Dessner                             | 4:20    |  |
| 18.                               | "Dear Reader"                                        | Swift Antonoff                                  | Swift Antonoff                            | 3:45    |  |
| 19.                               | "You're Losing Me" (From The Vault)                  | Swift Antonoff                                  | Swift Antonoff                            | 4:38    |  |
| 20.                               | "Snow on the Beach" (com part. de mais Lana Del Rey) | Swift Grant Antonoff                            | Swift Antonoff                            | 3:50    |  |
| 21.                               | "Karma" (com part. de Ice Spice)                     | Swift Antonoff Gaston Lopez Spears Sweet Torres | Swift Antonoff Sounwave Beats Sweet [ b ] | 3:22    |  |
| Duração total:                    | Duração total:                                       | Duração total:                                  | Duração total:                            | 77:06   |  |

## Equipe e colaboradores
Músicos
- Taylor Swift – vocais
- Jack Antonoff – percussão, programação, sintetizador (todas as faixas); vocais de apoio (1, 3–5, 7, 9, 10, 13), baterias (1, 3, 4, 6, 11–13), mellotron (1, 3–5, 7), órgão (1, 3, 8), baixo (2–5, 9), guitarra elétrica (2, 4, 5, 10, 13, 17), piano (2, 12, 16), guitarra acústica (3, 5, 9)
- Sam Dew – vocais de apoio (1)
- Zoë Kravitz – vocais de apoio (1, 18)
- Jahaan Sweet – pads de sintetizador (1, 11); baixo, flauta, sintetizador (1); teclados (11)
- Sounwave – programação (1, 11)
- Dominic Rivinius – tarola (1), baterias (8)
- Evan Smith – saxofone (2, 12, 13); clarinete, flauta, órgão (2, 12); sintetizador (4, 5, 7–9, 13)
- Bobby Hawk – violino (3, 4, 13)
- Dylan O'Brien – baterias (4)
- Lana Del Rey – vocais (4)
- Sean Hutchinson – baterias, percussão (5)
- Mikey Freedom Hart – teclados (9); programação, sintetizador (13,16), theremin (16)
- Keanu Beats – sintetizador (11)
- Michael Riddleberger – baterias (13)
- Zem Audu – saxofone (13)
- Kely Resnick – trompete (14)
- Yuki Numata Resnick – violino
- Benjamin Lanz – baterias, trombone (17)
- Big Thief|James Krivchenia – baterias (17)

Técnica
- Randy Merrill – masterização
- Serban Ghenea – mixagem
- Jack Antonoff – engenharia
- Laura Sisk – engenharia
- Jahaan Sweet – engenharia (1, 11)
- Ken Lewis – engenharia (1, 7, 8)
- Evan Smith – engenharia (2, 4, 5, 7–9, 12, 13)
- Jon Gautier – engenharia (3, 13)
- Dave Gross – engenharia (4)
- Sean Hutchinson – engenharia (5, 7)
- David Hart – engenharia (9, 13)
- Sounwave – engenharia (11)
- Keanu Beats – engenharia (11)
- Michael Riddleberger – engenharia (13)
- Zem Audu – engenharia (13)
- Bryce Bordone – assistente de mixagem
- John Rooney – assistente de engenharia
- Jon Sher – assistente de engenharia
- Megan Searl – assistente de engenharia
- Jonathan Garcia – assistente de engenharia (1, 7, 8)
- Mark Aguilar – assistente de engenharia (1, 11)
- Jacob Spitzer – assistente de engenharia (4)
- Laurene Marques – engenharia adicional
- Randy Merrill – engenharia de masterização (15-18)
- James McAlister – programação de baterias (17)
- Jonathan Low – mixagem, engenharia (17)
- Bella Blasko – engenharia (17)

## Tabelas musicais
| Tabela musical (2022)                | Melhor posição |
| ------------------------------------ | -------------- |
| Alemanha (Offizielle Top 100)        | 1              |
| Argentina (CAPIF)                    | 1              |
| Austrália (ARIA)                     | 1              |
| Áustria (Ö3 Austria)                 | 1              |
| Bélgica (Ultratop Flanders)          | 1              |
| Bélgica (Ultratop Wallonia)          | 1              |
| Canadá (Billboard)                   | 1              |
| Chéquia (ČNS IFPI)                   | 1              |
| Coreia do Sul (Circle)               | 81             |
| Croácia (HDU)                        | 2              |
| Dinamarca (Hitlisten)                | 1              |
| Escócia (OCC)                        | 1              |
| Eslováquia (ČNS IFPI)                | 1              |
| Espanha (PROMUSICAE)                 | 1              |
| Estados Unidos - Billboard 200       | 1              |
| Finlândia (Suomen virallinen lista)  | 1              |
| França (SNEP)                        | 1              |
| Grécia (IFPI)                        | 4              |
| Hungria (MAHASZ)                     | 20             |
| Irlanda (OCC)                        | 1              |
| Islândia (Plötutíðindi)              | 1              |
| Itália (FIMI)                        | 1              |
| Japão (Oricon)                       | 7              |
| Japão - Hot Albums (Billboard Japan) | 8              |
| Lituânia (AGATA)                     | 1              |
| Noruega (VG-lista)                   | 1              |
| Nova Zelândia (RMNZ)                 | 1              |
| Países Baixos (Album Top 100)        | 1              |
| Polónia (ZPAV)                       | 4              |
| Portugal (AFP)                       | 1              |
| Reino Unido - UK Albums (OCC)        | 1              |
| Suécia (Sverigetopplistan)           | 1              |
| Suíça (Schweizer Hitparade)          | 1              |
| Uruguai (CUD)                        | 1              |

| Tabela musical (2022)                     | Melhor posição |
| ----------------------------------------- | -------------- |
| Alemanha (Offizielle Top 100)             | 4              |
| Canadá (Billboard)                        | 14             |
| Estados Unidos - Billboard 200            | 4              |
| Japão - Download Albums (Billboard Japan) | 97             |

## Certificações
| Região                                                       | Certificação | Unidades/vendas |
| ------------------------------------------------------------ | ------------ | --------------- |
| Alemanha (BVMI)                                              | Ouro         | 100 000‡        |
| Austrália (ARIA)                                             | Platina      | 70 000‡         |
| Áustria (IFPI Austria)                                       | Ouro         | 15 000‡         |
| Bélgica (BEA)                                                | Ouro         | 10 000‡         |
| Canadá (Music Canada)                                        | 2× Platina   | 160 000‡        |
| Dinamarca (IFPI Danmark)                                     | Ouro         | 10 000‡         |
| Espanha (PROMUSICAE)                                         | Ouro         | 20 000‡         |
| Estados Unidos (RIAA)                                        | 2× Platina   | 2 000 000‡      |
| França (SNEP)                                                | Ouro         | 50 000‡         |
| Itália (FIMI)                                                | Ouro         | 25 000‡         |
| Noruega (IFPI Norway)                                        | Platina      | 20 000‡         |
| Nova Zelândia (RMNZ)                                         | 2× Platina   | 30 000‡         |
| Polónia (ZPAV)                                               | Ouro         | 10 000‡         |
| Reino Unido (BPI)                                            | Platina      | 300 000‡        |
| ‡vendas+valores de streaming baseados apenas na certificação |              |                 |

## Histórico de lançamento
| Região         | Data                   | Formato(s)                               | Edição | Gravadora              | Ref.    |
| -------------- | ---------------------- | ---------------------------------------- | ------ | ---------------------- | ------- |
| Várias         | 21 de outubro de 2022  | Cassete CD download digital streaming LP | Padrão | Republic               | [ 241 ] |
| Estados Unidos | 21 de outubro de 2022  | CD vinil                                 | Target | Republic               | [ 242 ] |
| Brasil         | 14 de dezembro de 2022 | CD                                       | Padrão | Universal Music Brasil | [ 243 ] |
| Brasil         | 20 de janeiro de 2023  | Cassete vinil                            | Padrão | Universal Music Brasil | [ 244 ] |